# 獨協医科大学日光医療センター
獨協医科大学日光医療センター（どっきょういかだいがくにっこういりょうセンター）は、栃木県日光市森友の日光産業団地にある病院。獨協医科大学が2006（平成18年）年4月、当時は鬼怒川温泉近くにあった珪肺労災病院を引き継いだ。
日光市内だけでなく、県内近隣の宇都宮市や鹿沼市などからも来院者があるほか、修学旅行生らの緊急医療や、旅行を兼ねての人間ドック（医療ツーリズム）も対応している。

## 概要
獨協医科大学日光医療センターは獨協医科大学の3番目の病院として開院した。温泉宿泊型人間ドックや旅行透析など観光地の病院としての特色を持つ。
旧所在地は栃木県日光市高徳632番地にあった。施設の老朽化等により、約10km南の日光市森友に新病院を新築し、2023年（令和5年）1月1日に移転開院した。移転とともに新たに眼科及び救急・総合診療科を新設した。また、高度治療室（HCU＝High Care Unit）4床と重症病床8床を設置した。
なお、へき地医療機能として、2006年（平成18年）4月から、日光市三依（みより）診療所を指定管理者制度により同センターで運営している。

## 沿革

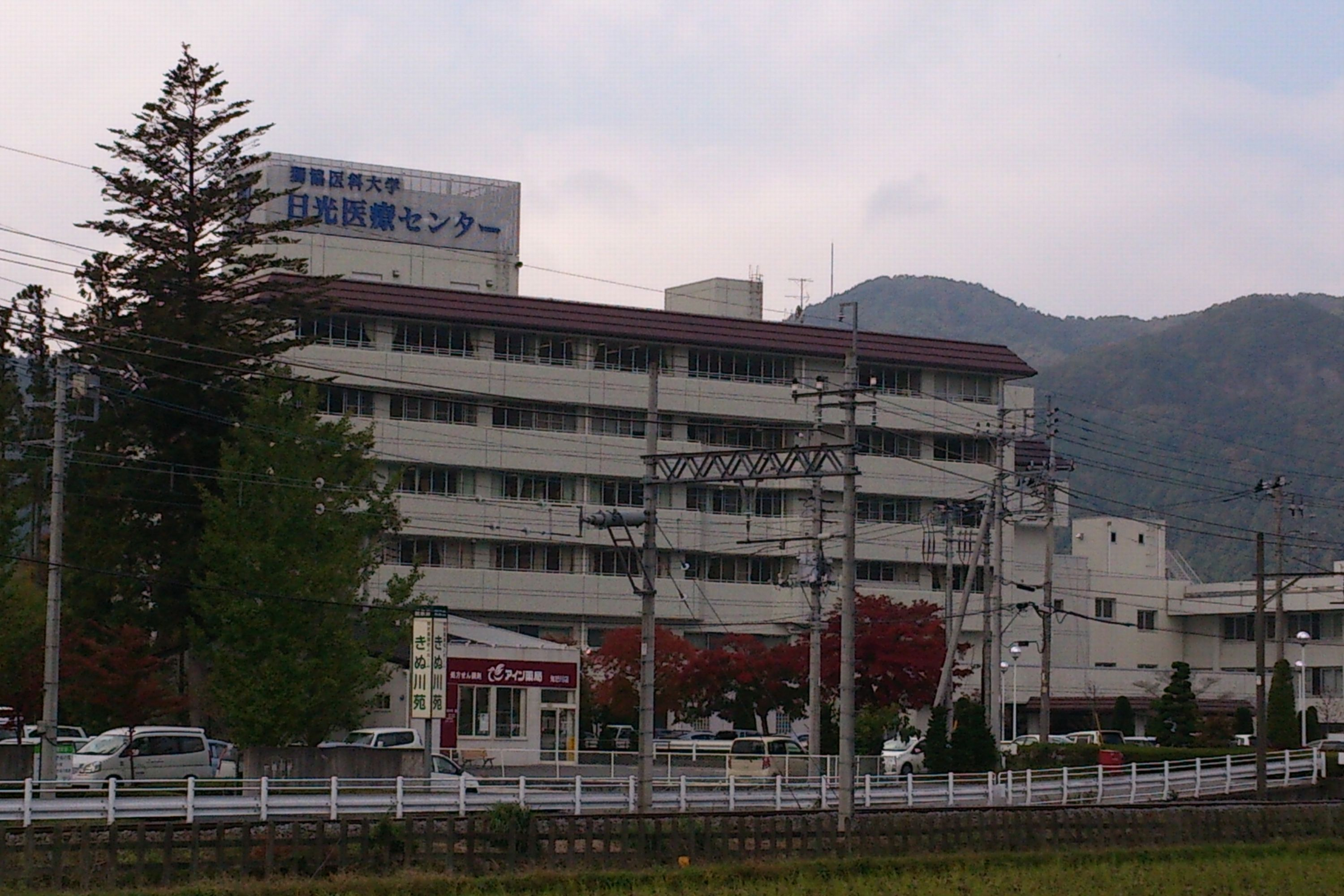
旧獨協医科大学日光医療センター（日光市高徳）

1949年（昭和24年）に当時の栃木県塩谷郡藤原町に建てられた国立珪肺療養所をその起源とする。その後1957年（昭和32年）に労働福祉事業団が設立され（労働福祉事業団法、昭和32年法律第126号）、珪肺病院となった。2004年（平成16年）4月に独立行政法人労働者健康福祉機構法の施行により、労働福祉事業団が廃止、独立行政法人労働者健康福祉機構が設立され、労働福祉事業団の業務を継承した。
2006年（平成18年）1月の獨協医科大学と労働者健康福祉機構間における珪肺労災病院の移譲に係る譲渡契約締結とともに現在の名称になる。
2016年（平成28年）4月に栃木県の災害拠点病院とDMAT（災害派遣医療チーム）指定病院にそれぞれ指定された。
2017年（平成29年）1月、透析棟を新設し稼働開始した。同年4月から旅行透析にも対応開始。
2019年（平成31年）4月に地域医療支援病院の承認を受けた。また、地域医療法人日光ヘルスケアネットに参加した。
旧所在地は栃木県日光市高徳632番地だったが、2019年（平成31年）1月の会議で、同センターを日光産業団地に移転することを正式に決定した。
移転の主な理由として、鬼怒川と東武鬼怒川線に挟まれており、病院建物の老朽化や駐車場不足が顕著になっているが旧病院の敷地では拡大や建て替えが困難で、正面に踏切があり救急車がスムーズに到達できない場合があること、日光市全体から見ると鬼怒川地区に偏っており広域な日光市全体をカバーし地域医療充実の観点から移転が望ましいことが挙げられた。
新病院は、2021年（令和3年）9月に着工。新病院の土地は日光市から獨協学園へ無償貸与された。病床数は旧病院と同じ199床だが、HCU（高度治療室）4床、重症病床8床とし重症者対応を強化した。また敷地内に520台の駐車場を設置し、ドクターヘリ用ヘリポートを設置した。
2022年（令和4年）12月3日に新病院の竣工式が行われ、開院日となる2023年（令和5年）1月1日に入院患者を移送し、1月4日から外来診療を開始した。

## 施設
土地の敷地面積は約7.5haで、日光市から無償貸与を受けている。建物は耐震鉄筋コンクリート造りの4階建て、延べ床面積は約1万7700平方メートル。工事費は約90億円。
- 所在地 - 栃木県日光市森友145-1[広報 6]
- 病床数 - 199床（HCU：4床、重症病床：8床）[3]

## 保険指定施設
- 保険医療機関（健康保険法・国民健康保険法）
- 救急告示病院
- へき地医療拠点病院
- 栃木県がん治療中核病院
- 病院群輪番制病院（2次救急医療）
- 地域災害拠点病院
- DMAT指定医療機関
- 地域医療支援病院

## 認定病床数
- 許可病床数 199床

## 診療科等
2023年12月時点で21診療科がある。
- 呼吸器内科
- 消化器内科
- 循環器内科
- 脳神経内科
- 糖尿病・内分泌内科
- 膠原病・アレルギー内科
- 心臓・血管・腎臓内科
- 皮膚科
- 放射線科
- 病理診断科
- 外科
- 呼吸器外科
- 心臓・血管外科
- 整形外科
- 脊椎センター
- 泌尿器科
- 形成外科・美容外科
- 麻酔科
- 眼科
- 救急・総合診療科
- リハビリテーション科

## 交通アクセス

### 公共交通機関
JR日光線今市駅・下野大沢駅または東武日光線下今市駅の駅前から日光市営バスの下野大沢線に乗車し、「獨協医大日光医療センター」バス停下車。
東北自動車道宇都宮ICから日光宇都宮道路に入って土沢ICで国道121号を北東に向かうか、宇都宮市内から国道119号（日光街道）を日光方向に約25㎞進む。

#### 広報資料・プレスリリースなど一次資料
1. 1 2  獨協医科大学日光医療センター『日光医療センター通信～いろは～』第43号（2021年5月）2024年1月1日閲覧
2. ↑  日光市立三依診療所 獨協医科大学日光医療センター
3. ↑  「病院のご案内 沿革」獨協医科大学日光医療センター
4. ↑  獨協医科大学『獨協医科大学日光医療センター 新病院 基本構想書』2019年7月（2024年1月1日閲覧）
5. ↑  新病院概要 獨協医科大学日光医療センター
6. ↑  新病院案内図 獨協医科大学日光医療センター 2023年1月1日閲覧
7. 1 2   アクセス 獨協医科大学日光医療センター公式サイト（2024年1月1日閲覧）